# Klass A 1960 (pallacanestro)
La Klass A 1960 è stata la 26ª edizione del massimo campionato sovietico di pallacanestro maschile. La vittoria finale è stata appannaggio del CSKA Mosca.

## Classifica
|  |     | Squadra                 | G  | V  | P  | PF  | PS  | PF/PS | Pt |
|  | --- | ----------------------- | -- | -- | -- | --- | --- | ----- | -- |
|  | 1.  | CSK MO Mosca            | 11 | 11 | 0  | 806 | 606 | +200  | 22 |
|  | 2.  | Dinamo Tbilisi          | 11 | 8  | 3  | 695 | 670 | +25   | 16 |
|  | 3.  | VEF Rīga                | 11 | 7  | 4  | 689 | 687 | +2    | 14 |
|  | 4.  | ASK Rīga                | 11 | 7  | 4  | 718 | 671 | +47   | 14 |
|  | 5.  | Spartak Leningrado      | 11 | 6  | 5  | 850 | 810 | +40   | 12 |
|  | 6.  | SKIF Kiev               | 11 | 6  | 5  | 788 | 755 | +33   | 12 |
|  | 7.  | Burevestnik Leningrado  | 11 | 6  | 5  | 809 | 840 | -31   | 12 |
|  | 8.  | Dinamo Mosca            | 11 | 5  | 6  | 735 | 716 | +19   | 10 |
|  | 9.  | Žalgiris Kaunas         | 11 | 4  | 7  | 680 | 684 | -4    | 8  |
|  | 10. | SKIF Baku               | 11 | 4  | 7  | 745 | 767 | -22   | 8  |
|  | 11. | Uralmašzavod Sverdlovsk | 11 | 2  | 9  | 800 | 838 | -38   | 4  |
|  | 12. | GPI Tbilisi             | 11 | 0  | 11 | 543 | 814 | -271  | 0  |

## Squadra vincitrice
|  | Naz.                        | Ruolo | Sportivo          | Anno | Alt. |  |  |
|  | --------------------------- | ----- | ----------------- | ---- | ---- |  |  |
|  | Unione Sovietica (bandiera) | P     | Armenak Alačačjan | 1930 | 176  |  |  |
|  | Unione Sovietica (bandiera) | P     | Anatolij Astachov | 1938 | 183  |  |  |
|  | Unione Sovietica (bandiera) | C     | Arkadij Bočkarëv  | 1931 | 193  |  |  |
|  | Unione Sovietica (bandiera) |       | Viktor Charitonov |      |      |  |  |
|  | Unione Sovietica (bandiera) |       | Evgenij Karpov    |      |      |  |  |
|  | Unione Sovietica (bandiera) |       | V. Kopylov        |      |      |  |  |
|  | Unione Sovietica (bandiera) | G     | Michail Semënov   | 1933 | 192  |  |  |
|  | Unione Sovietica (bandiera) | P     | Aleksandr Travin  | 1937 | 188  |  |  |
|  | Unione Sovietica (bandiera) |       | V. Volkov         |      |      |  |  |
|  | Unione Sovietica (bandiera) | C     | Viktor Zubkov     | 1937 | 204  |  |  |
|  | Unione Sovietica (bandiera) | ALL   | Evgenij Alekseev  |      |      |  |  |